# رادفلد
رادفلد (به آلمانی: Radfeld) یک منطقهٔ مسکونی در اتریش است که در ناحیه کوف‌اشتاین واقع شده‌است. رادفلد ۱۴٫۳۲ کیلومتر مربع مساحت دارد ۵۱۲ متر بالاتر از سطح دریا واقع شده‌است.